# Алан Плантагенет Стюарт, 10-й граф Галлоуэй
Алан Плантагенет Стюарт, 10-й граф Галлоуэй (англ. Alan Plantagenet Stewart, 10th Earl of Galloway; 21 октября 1835 — 7 февраля 1901) — британский аристократ и политический деятель, именовавшийся лордом Гарлисом с 1835 по 1873 год.

## Предыстория
Он был старшим сыном Рэндольфа Стюарта, 9-го графа Гэллоуэя (1800—1873), и леди Гарриет Бланш Сомерсет (1811—1885), дочери Генри Сомерсета, 6-го герцога Бофорта. Он получил образование в школе Харроу.

## Крикет
Он играл в крикет за крикетный клуб Мэрилебона с 1858 по 1864 год.

## Общественная жизнь

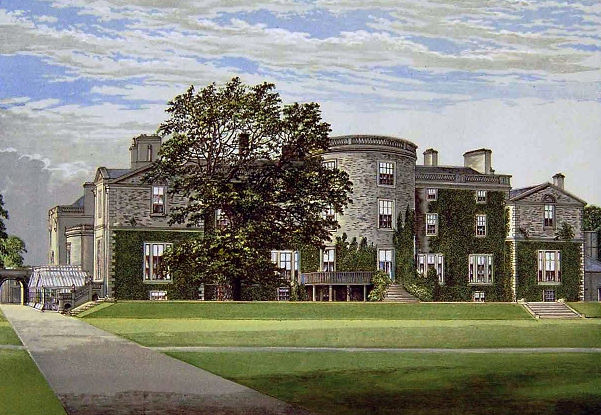
Галлоуэй-хаус, около 1800 года

Алан Плантагенет Стюарт, виконт Гарлис, был членом Палаты общин Великобритании от графства Уигтауншир с 1868 по 1873 год.
В 1873 году после смерти своего отца он унаследовал его титулы и поместья, включая фамильную резиденцию Гэллоуэй-хаус, и вошел в Палату лордов.
Он также был лордом верховным комиссаром Генеральной Ассамблеи Церкви Шотландии с 1876 по 1877 год, мировым судьей и заместителем лейтенанта в графствах Керкубришир и Уигтауншир. В 1887 году граф Галлоуэй стал кавалером Ордена Чертополоха.

## Семья
25 января 1872 года лорд Гэллоуэй женился на леди Мэри Арабелле Артур Гаскойн-Сесил (26 апреля 1850 — 18 августа 1903), дочери Джеймса Гаскойна-Сесила, 2-го маркиза Солсбери (1791—1868), и его второй жены Леди Мэри Кэтрин Саквилл-Уэст (1824—1900). Его шурином был премьер-министр Великобритании Роберт Гаскойн-Сесил, 3-й маркиз Солсбери. Их брак оказался бездетным.
Лорд Галлоуэй скончался в феврале 1901 года в возрасте 65 лет, и ему наследовал графский титул его младший брат Рэндольф. Леди Галлоуэй умерла в августе 1903 года.
14 октября 1889 года граф Галлоуэй предстал перед судом шерифа Дамфриса по обвинению в непристойном поведении по отношению к молодой девушке. Он был признан «невиновным». «Шотландец» (1860—1920) от 15 октября 1889 года.
23 января 1890 года граф Галлоуэй снова предстал перед судом Центрального полицейского суда Глазго по обвинению в «буйном, беспорядочном или непристойном» поведении, когда он преследовал и приставал к Маргарет Браун и одной или нескольким пассажирам женского пола. Обвинение было признано «не доказанным».